# Modelos para o coeficiente de atrito
Ao longo da história, foram propostos diversos modelos para a obtenção de um coeficiente de atrito. Atualmente, a equação de Petrov é considerado o primeiro modelo que relaciona as propriedades de um tribossistema com a lubrificação. Entretanto, este modelo não mede diretamente as propriedades de atrito. Foi apenas em 1954 que Bowden e Tabor propuseram um modelo, hoje o mais aceito, que determina o coeficiente de atrito entre duas superfícies sólidas.
Bowden e Tabor foram os principais responsáveis pela difusão da noção de área real de contato e da teoria de contato de asperezas para o atrito. Eles mostraram que a força necessária para vencer o atrito estático é fortemente dependente da área real de contato. Bowden e Tabor também foram os primeiros a introduzir a discussão sobre o desgaste adesivo, em contraste com a abrasão.
O modelo de Bowden e Tabor  complementa a teoria do contato das asperezas, proposta inicialmente por volta de 1930. Por essa teoria, a interação entre as superfícies depende apenas do contato entre as suas asperezas.
Nos primeiros trabalhos, Bowden e Tabor assumiram que o contato entre as asperezas se deformaria a tal ponto que atingiria o regime plástico, logo a pressão de contato estaria diretamente relacionada à dureza do material. A verdadeira área de contato Ac seria determinada pela equação:
{\displaystyle A_{c}={\frac {N}{H}}}
Onde N é a força normal em N e H é a dureza em N/m2.
Admitindo que o atrito é causado apenas pelo rompimento das ligações moleculares, então a força de atrito seria simplesmente Ac vezes a tensão de cizalhamento τ. Nesse caso, o coeficiente de atrito cinético seria:
Essa expressão satisfaz plenamente as Leis de Amontons, uma vez que o coeficiente independe da área de contato e da força aplicada.
Uma vez que H é aproximadamente igual a 3σy, a tensão de escoamento e τ está geralmente entre  e 0,5 e 0,6 σy, um coeficiente de atrito de 0,17 a 0,2 deveria ser um valor universal. Entretanto, observa-se valores muito superiores do coeficiente quando superfícies metálicas não apresentam uma coberutra superficial de filme de óxido. Além disso, em casos nos quais um material é muito mais fraco que o outro, pode haver tensões de cisalhamento em regiões abaixo da superfície de contato devido à adesão, provocando desgaste do material mais fraco.
Tabor e seus pupilos realizaram diversos experimentos para consolidar a validade da expressão:
{\displaystyle F=A_{c}*\tau }
utilizando bolas de aço e superfícies de outros metais.
Os dois autores também investigaram o atrito supondo um regime totalmente elástico, baseando-se numa simplificação do modelo de asperezas utilizando a teoria de contato Hertz. Chegou-se a uma expressão da força de atrito dependente da carga aplicada:
{\displaystyle F=N^{\frac {2}{3}}}
o que contradizia a 1ª. Lei de Amontons.
Entretanto, Archard demonstrou que essa discrepância se devia ao fato de que a lei de Amontons considerava múltiplas asperezas em um contato. Logo, Archard relacionou o número de asperezas com a carga aplicada, o que explicaria a validade de ambas as teorias. Recentemente, Greenwood e Williamson foram capazes de validar experimentalmente a relação proposta por Bowden e Tabor por meio de microscópios de força atômica.